# Kei Horie
Kei Horie (堀江 慶, Horie Kei), né le 4 octobre 1978 à Tōkyō, est un acteur, réalisateur, scénariste et producteur japonais. 

## Filmographie

### comme acteur
- 1999 : Gamera 3 (Gamera 3: Iris kakusei) : Shigeki Hinohara
- 2001 : Hyakujuu Sentai Gaoranger vs. Super Sentai (vidéo) : Gaku Washio / Gao Yellow
- 2001 : Hyakujuu Sentai Gaoranger (série TV) : Gaku Washio / Gao Yellow
- 2003 : Ju-on: The Grudge 2 : Noritaka
- 2003 : Jisatsu manyuaru : Police Detective Nishiyama
- 2003 : Seventh Anniversary
- 2004 : Gachapon
- 2004 : Ai no Solea (série TV) : Kyoichi Ozaki
- 2005 : Sekai wa kanojo no tameni aru

### comme réalisateur
- 2001 : Glowing, Growing
- 2003 : The Locker (渋谷怪談, Shibuya kaidan?)
- 2004 : The Locker 2 (渋谷怪談2, Shibuya kaidan 2?)
- 2004 : Kisu to kizu
- 2005 : Taga kokoro nimo ryu wa nemuru
- 2005 : Veronica wa shinu koto ni shita
- 2007 : Itsuka no kimi e

### comme scénariste
- 2001 : Glowing, Growing
- 2004 : Mousugu haru
- 2005 : Life on the Longboard
- 2005 : Taga kokoro nimo ryu wa nemuru
- 2005 : Veronica wa shinu koto ni shita

### comme producteur
- 2001 : Glowing, Growing